# Euglossa bigibba
Euglossa bigibba là một loài Hymenoptera trong họ Apidae. Loài này được Dressler mô tả khoa học năm 1982.